# Tyrese Haliburton
Tyrese John Haliburton (Oshkosh, Wisconsin, 29 de febrero de 2000) es un baloncestista estadounidense que pertenece a la plantilla de los Indiana Pacers de la NBA. Con 1,96 metros de altura, juega en la posición de base.

## Trayectoria deportiva

### Universidad

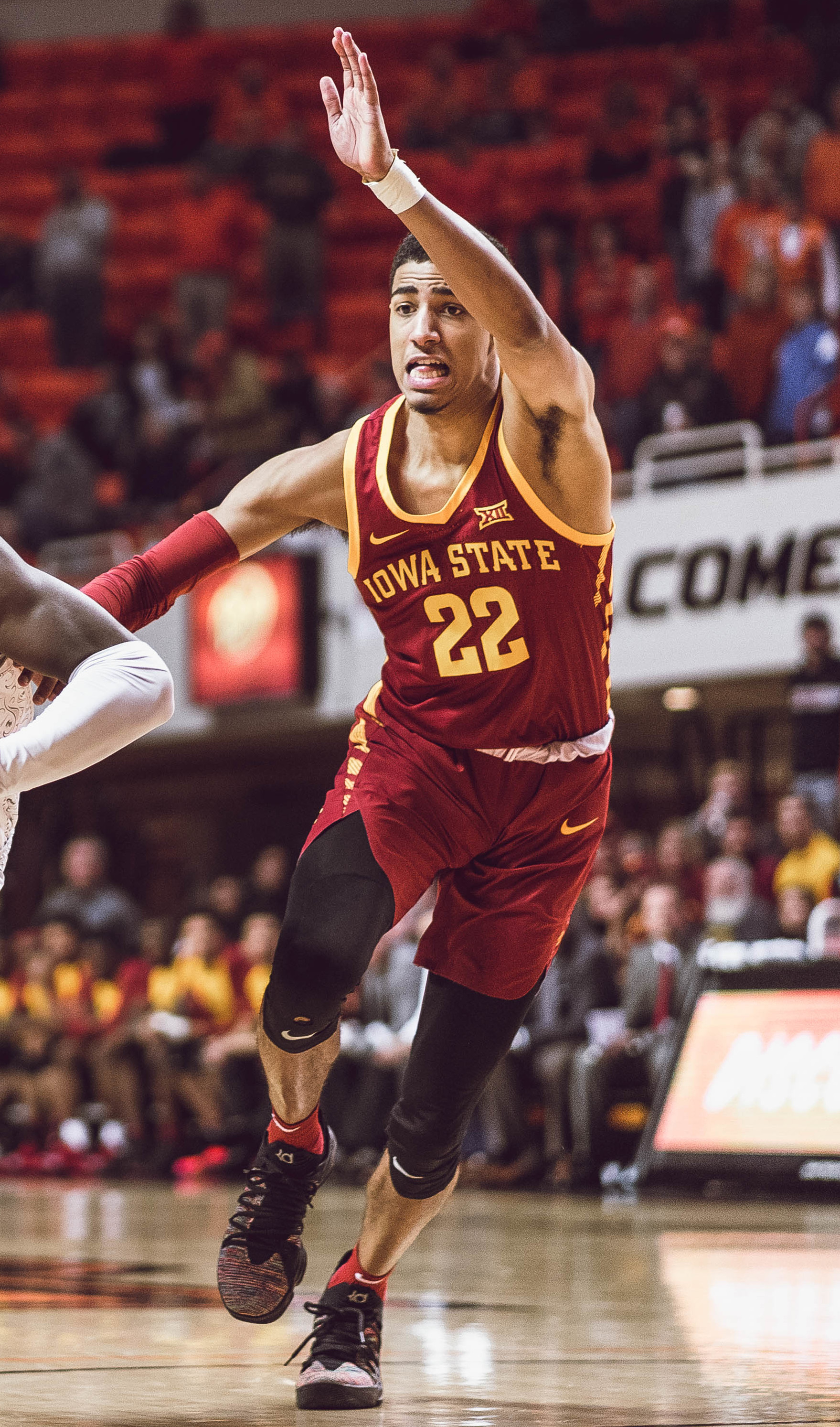
Tyrese Haliburton con Iowa State en 2019.

Jugó dos temporadas con los Cyclones de la Universidad Estatal de Iowa, en las que promedió 10,1 puntos, 4,4 rebotes, 4,7 asistencias y 1,9 robos de balón por partido. En su primera temporada fue, junto a Zion Williamson, los únicos freshman de la División I de la NCAA en lograr al menos 50 robos de balón y 30 tapones. Su ratio de asistencias/pérdidas de balón fue de 4,5, líder de su conferencia y segunda mejor marca de toda la liga.
En su segunda temporada, tras promediar 15,2 puntos y 6,5 asistencias por partido, fue incluido en el segundo mejor quinteto de la Big-12 Conference. Al término de la misma anunció su intención de renunciar a los dos años universitarios que le quedaban, para presentarse al Draft de la NBA.

#### Estadísticas
| Año     | Equipo     | PJ | PT | MPP  | %TC  | %3P  | %TL  | RPP | APP | ROB | TPP | PPP  |
| ------- | ---------- | -- | -- | ---- | ---- | ---- | ---- | --- | --- | --- | --- | ---- |
| 2018–19 | Iowa State | 35 | 34 | 33.2 | .515 | .434 | .692 | 3.4 | 3.6 | 1.5 | .9  | 6.8  |
| 2019–20 | Iowa State | 22 | 22 | 36.7 | .504 | .419 | .822 | 5.9 | 6.5 | 2.5 | .7  | 15.2 |
| Total   | Total      | 57 | 56 | 34.6 | .509 | .426 | .775 | 4.4 | 4.7 | 1.9 | .8  | 10.1 |

### Profesional

#### Sacramento Kings (2020-2022)
Fue elegido en la duodécima posición del Draft de la NBA de 2020 por los Sacramento Kings. Tras su primera temporada, terminó tercero en la votación de Rookie del Año y fue incluido en el mejor quinteto de rookies de la NBA.
Durante su segunda temporada en Sacramento, el 29 de enero de 2022, ante Philadelphia 76ers anotó 38 puntos. El 5 de febrero repartió 17 asistencias, el máximo de su carrera con los Kings, junto con 13 puntos, 6 rebotes y 2 robos en la victoria por 113-103 sobre Oklahoma City Thunder.

#### Indiana Pacers (2022-presente)
El 8 de febrero de 2022, es traspasado junto a Buddy Hield y Tristan Thompson a Indiana Pacers a cambio de Domantas Sabonis, Justin Holiday y Jeremy Lamb.
Durante su segundo año en Indiana, el 23 de diciembre de 2022 ante Miami Heat anota 43 puntos. El 2 de febrero de 2023 se anunció su participación en el All-Star Game de Salt Lake City, siendo la primera nominación de su carrera. El 6 de marzo anota 40 puntos y reparte 16 asistencias ante Philadelphia 76ers.
El 2 de julio de 2023 firma una extensión de contrato con los Pacers por 5 años y $260 millones. Al comienzo de su tercera temporada en Indiana, el 4 de noviembre de 2023, consigue un doble-doble de 43 puntos y 12 asistencias ante Charlotte Hornets. El 30 de noviembre consigue un doble-doble de 44 puntos y 10 asistencias ante Miami Heat, la mejor anotación de su carrera. El 4 de diciembre ante Boston Celtics consigue el primer triple-doble de su carrera con 26 puntos, 13 asistencias y 10 rebotes, además de no cometer ninguna pérdida de balón. El 28 de diciembre ante Chicago Bulls, consigue un doble-doble de 21 puntos y 20 asistencias. En el encuentro siguiente, el 30 de diciembre ante New York Knicks, reparte 23 asistencias. El 25 de enero de 2024 fue elegido como titular para el All-Star Game, siendo la segunda elección de su carrera. Terminó la temporada regular siendo el líder en asistencias con 10,9 por encuentro.
Durante su cuarto año en Indiana, el 2 de abril de 2025 ante Charlotte Hornets, consigue 22 puntos, 10 asistencias además de 0 pérdidas, siendo el decimocuarto encuentro en su carrera que consigue 20 o más puntos y 10 o más asistencias sin perder ningún balón. Esto hace que supere los 13 encuentros con los que contaba Chris Paul, convirtiéndose en el jugador con más partidos de esta categoría en la historia NBA. Ya en postemporada, el 27 de mayo en el cuarto encuentro de finales de conferencia ante New York Knicks coniguió un triple-doble de 32 puntos, 15 asistencias y 12 rebotes, siendo el primer 30-15-10 con 0 pérdidas en la historia de los playoffs, además de ser el primer jugador de los Pacers en lograr un triple-doble de 30 puntos de playoffs. Además consiguió cuatro canastas, en cuatro partidos distintos, que supusieron la victoria o forzaron una prórroga para los Pacers. Cada canasta decisiva fue en una eliminatoria distinta, en primera ronda contra Milwaukee Bucks, en semifinales de conferencia contra Cleveland Cavaliers, en la final de conferencia contra los New York Knicks y en las finales contra Oklahoma City Thunder. El 22 de junio en el séptimo encuentro de las finales se lesionó el tendón de Aquiles, teniendo que abandonar el partido a los siete minutos de juego. Fue operado esa semana y días después se anunció que no jugaría en toda la temporada 2025-26.

### Selección nacional
En 2019 formó parte de la selección júnior estadounidense que ganó el oro en el Mundial Sub-19 celebrado en Grecia.
Durante agosto y septiembre de 2023 fue integrante de la selección de Estados Unidos que participó en el Mundial de 2023 celebrado en Asia, y que finalizó en cuarto lugar, tras perder la final de consolación ante Canadá.
Entre julio y agosto de 2024 fue parte de la selección absoluta de Estados Unidos, que disputó los Juegos Olímpicos de París, y que ganó el oro, tras vencer la final ante Francia.

## Estadísticas de su carrera en la NBA
|  | Líder de la liga |

### Temporada regular
| Año      | Equipo     | PJ  | PT  | MPP  | %TC  | %3P  | %TL  | RPP | APP  | ROB | TPP | PPP  |
| -------- | ---------- | --- | --- | ---- | ---- | ---- | ---- | --- | ---- | --- | --- | ---- |
| 2020-21  | Sacramento | 58  | 20  | 30.1 | .472 | .409 | .857 | 3.0 | 5.3  | 1.3 | .5  | 13.0 |
| 2021-22  | Sacramento | 51  | 51  | 34.4 | .457 | .413 | .837 | 3.9 | 7.4  | 1.7 | .7  | 14.3 |
| 2021-22  | Indiana    | 26  | 26  | 36.1 | .502 | .416 | .849 | 4.3 | 9.6  | 1.8 | .6  | 17.5 |
| 2022-23  | Indiana    | 56  | 56  | 33.6 | .490 | .400 | .871 | 3.7 | 10.4 | 1.6 | .4  | 20.7 |
| 2023-24  | Indiana    | 69  | 68  | 32.2 | .477 | .364 | .855 | 3.9 | 10.9 | 1.2 | .7  | 20.1 |
| 2024-25  | Indiana    | 73  | 73  | 33.6 | .473 | .388 | .851 | 3.5 | 9.2  | 1.4 | .7  | 18.6 |
| Total    | Total      | 333 | 294 | 33.0 | .477 | .392 | .855 | 3.7 | 8.8  | 1.5 | .6  | 17.5 |
| All-Star | All-Star   | 2   | 1   | 20.5 | .750 | .700 | —    | 4.0 | 4.5  | .0  | .0  | 25.0 |

### Playoffs
| Año   | Equipo  | PJ | PT | MPP  | %TC  | %3P  | %TL  | RPP | APP | ROB | TPP | PPP  |
| ----- | ------- | -- | -- | ---- | ---- | ---- | ---- | --- | --- | --- | --- | ---- |
| 2024  | Indiana | 15 | 15 | 34.8 | .488 | .379 | .850 | 4.8 | 8.2 | 1.3 | .7  | 18.7 |
| 2025  | Indiana | 23 | 23 | 33.6 | .463 | .340 | .828 | 5.3 | 8.6 | 1.3 | .7  | 17.3 |
| Total | Total   | 38 | 38 | 34.1 | .474 | .358 | .833 | 5.1 | 8.4 | 1.3 | .7  | 17.9 |

## Vida personal
Tyrese es hijo de John y Brenda Haliburton. Su padre es árbitro de baloncesto y entrenador de baloncesto femenino de institulo. Tiene un hermano menor, Marcel, y dos hermanos mayores de un matrimonio anterior de su madre.
Además es primo del exjugador de baloncesto Eddie Jones, quien tuvo una carrera de 14 años en la NBA y fue tres veces All Star.
Haliburton es biracial, ya que su padre es afroamericano y su madre caucásica.
Desde 2019 mantiene una relación sentimental con Jade Jones, que se conocieron cuando ambos estudiaban en la universidad Estatal de Iowa, y ella era cheerleader del equipo.
A finales de junio de 2024 participó, junto a Jalen Brunson, en el evento WWE SmackDown.